# Citharichthys spilopterus
Citharichthys spilopterus es una especie de pez del género Citharichthys, familia Paralichthyidae. Fue descrita científicamente por Günther en 1862.
Se distribuye por el Atlántico Occidental: Nueva Jersey, EE. UU. a las Antillas y Brasil. La longitud total (TL) es de 21 centímetros con un peso máximo de 99,4 gramos. Habita en fondos fangosos, también en estuarios salobres y lagunas hipersalinas y su dieta se compone de zooplancton y zoobentos. Puede alcanzar los 75 metros de profundidad.
Está clasificada como una especie marina inofensiva para el ser humano.